# Sœurs de la charité chrétienne
Pour les articles homonymes, voir Sœurs de la charité.
Les Sœurs de la charité chrétienne (en latin : Congregatio Sororum Christianae Caritatis) est une congrégation religieuse féminine enseignante et hospitalière de droit pontifical.

## Histoire

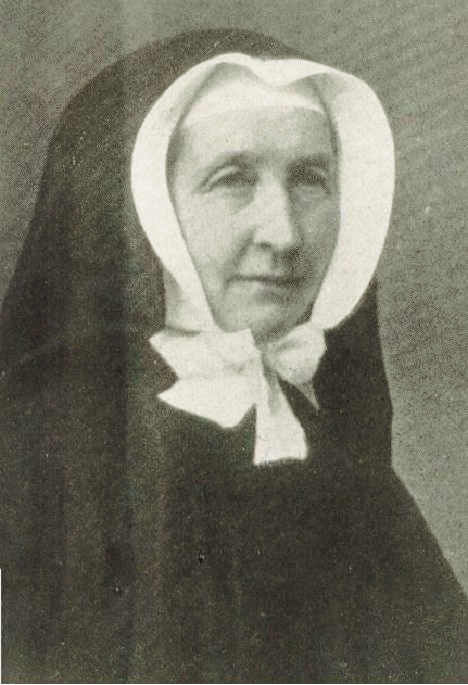
Pauline von Mallinckrodt.

L'organisation a d'abord pour but de donner une éducation aux enfants aveugles de Westphalie. Pauline von Mallinckrodt s'était auparavant occupé des enfants pauvres de Paderborn que le médecin Hermann Schmidt soignait. Comme il n'existe pas d'institution prévue, il lui confie deux enfants atteints de cécité. Ne trouvant pas de congrégation capable d'assumer ses fondations, elle fonde la sienne propre, les Sœurs de la charité chrétienne. Ils ouvrent ensemble un établissement pour les enfants aveugles en 1842. Elle acquiert un premier bâtiment en 1847 après s'être installée dans le couvent local des capucines. La congrégation devient de droit diocésain le 21 août 1849 par décret de Mgr Drepper. L'institut reçoit le décret de louange le 13 avril 1859, il est définitivement approuvé par le Saint-Siège le 21 février 1863 et ses constitutions religieuses le 4 février 1888. 
Deux instituts s'ouvrent aussi [Quand ?] : un institut évangélique à Soest et un autre catholique à Paderborn qui prend le nom de Ludwig von Vincke. À la mort de Pauline von Mallinckrodt, 152 enfants sont inscrits. Durant le Kulturkampf, les sœurs n'ont plus le droit de donner une éducation de 1878 à 1880. Certaines choisissent de s'exiler dès 1873 et fondent des établissements à l'étranger, aux États-Unis et en Amérique du Sud notamment. En 1887, les sœurs peuvent revenir en Allemagne et rouvrent la maison-mère de Paderborn. 
En 1907, un foyer pour aveugles s'ouvre. Après la Première Guerre mondiale, il s'occupe des blessés de guerre. Au cours de la Seconde Guerre mondiale, l'activité cesse presque et de nombreux bâtiments sont détruits. Durant les années 1960, l'accent est mis sur l'ouverture d'activités de loisirs pour les enfants aveugles. Les élèves sont de plus en plus nombreux, un bâtiment scolaire est construit en 1960 puis devient un pensionnat en 1970. Depuis 1963, il accueille une école maternelle pour les enfants aveugles de cet âge. En 1978, l'établissement devient une corporation en rapport avec le Land de Rhénanie-du-Nord-Westphalie.
Animée par Margarethe Feichler[Qui ?], la congrégation se consacre aussi aux handicapés mentaux et multiples. Depuis 1968, elle consacre ses activités d'éducation à ces enfants.
Outre les écoles à Soest et Paderborn et l'internat, la congrégation gère d'autres projets, tels que des magasins et des entreprises servant à financer un foyer pour personnes âgées aveugles. Jusqu'en 1982, elle est la seule à s'occuper d'une imprimerie en braille. Depuis 1972, elle est membre de l'Internationalen Blindenzentrum (Centre international des aveugles), dont le siège est à Münsterlingen. 

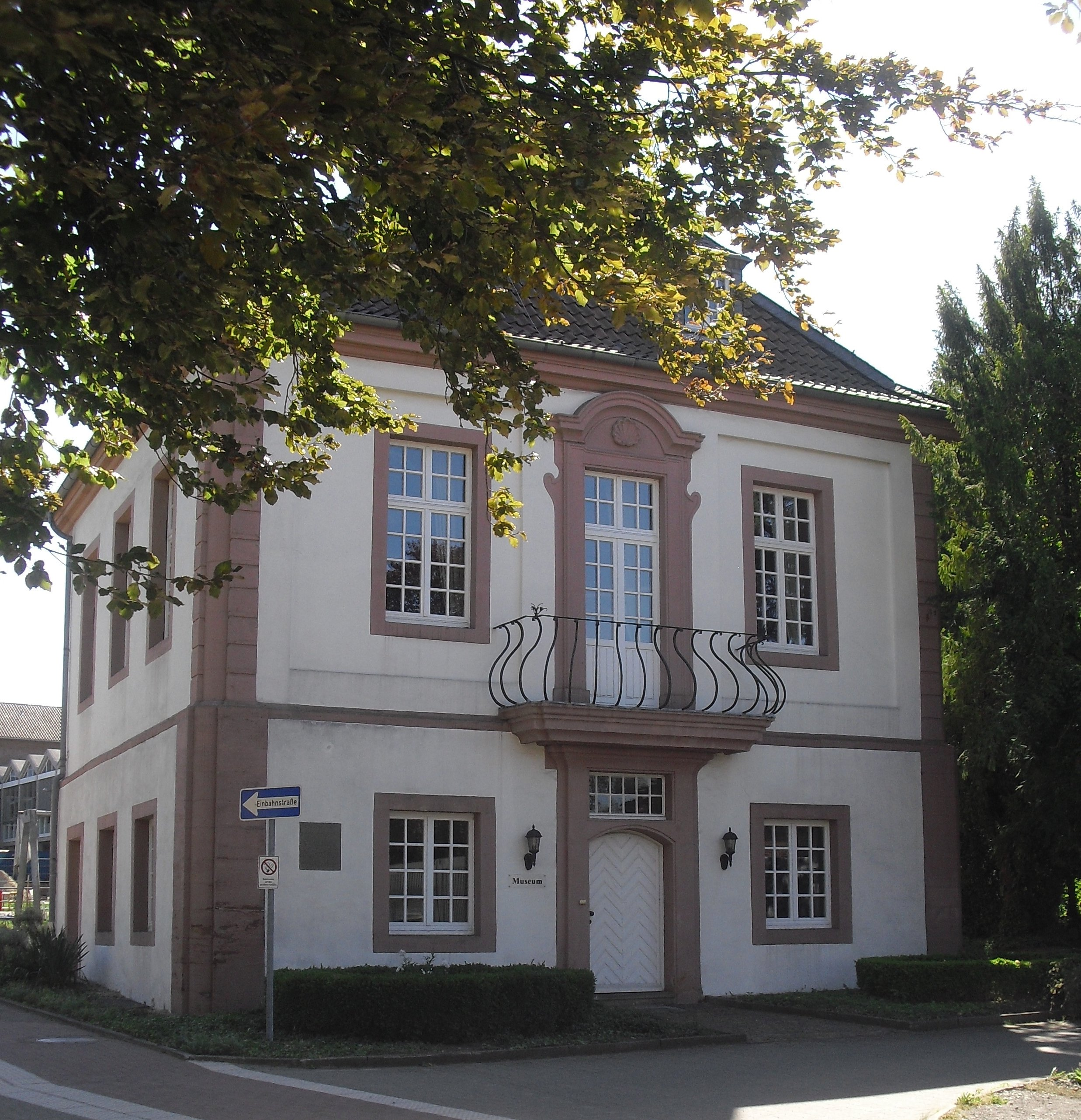
Maison-mère à Paderborn.

À Paderborn, la maison-mère accueille un musée consacré à Pauline von Mallinckrodt et une maison de retraite. La congrégation est présente dans des aumôneries hospitalières à Attendorn, Bad Oeynhausen, Castrop-Rauxel, Minden, Paderborn, Soest, une école maternelle à Rheda-Wiedenbrück, de centres pour les sans-abris... 
La congrégation s'implique dans deux projets internationaux : une école pour les enfants pauvres en Uruguay et pour les aveugles à Manille. Le siège de l'organisation internationale se situe à Rome avec des organisations présentes en Allemagne, à l'ouest et à l'est des États-Unis, en Chili, en Uruguay et en Argentine, ainsi qu'aux Philippines.

## Activités et diffusion
Les Sœurs de la charité chrétienne se consacrent à l'enseignement et à l'assistance sociale et sanitaire. 
Elles sont présentes en : 
- Europe : Allemagne, Italie.
- Amérique : Argentine, Chili, États-Unis, Uruguay.
- Asie : Philippines.

La maison généralice est à Rome. 
En 2017, l'institut comptait 468 religieuses dans 39 maisons.